# 戈利莫夫斯基
霍利米夫斯基（羅馬化：Holmivskyi），又按俄语名译为戈利莫夫斯基（羅馬化：Gol'movskiy），法理上是烏克蘭東部顿涅茨克州霍尔利夫卡区霍尔利夫卡市镇的鎮。該鎮位於巴赫穆特卡河畔，始建於1875年，面積8.57平方公里，海拔高度203米，2022年人口估计为6,750，人口密度每平方公里787人。